# Monsieur Verdoux
Pour plus de détails, voir Fiche technique et Distribution.
Monsieur Verdoux est un film américain, une tragicomédie, réalisé par Charlie Chaplin, sorti en 1947. C'est le premier film de Chaplin où il n'apparait pas en tant que Charlot ou un personnage similaire. 
Monsieur Verdoux fut sévèrement accueilli par la critique et le public américains. Il fut cependant nommé aux Oscars 1947. Il eut un certain succès en Europe et un grand succès en France avec 2 605 679 entrées. L'histoire du film est librement inspirée des crimes de Landru.

## Résumé
Un employé de banque parisien, Henri Verdoux, est réduit au chômage par la crise de 1929. Pour subvenir aux besoins de sa femme invalide et de son fils, il épouse de riches veuves qui meurent rapidement après les noces. Mais les proches de la dernière victime ont des soupçons. Une première enquête menée contre lui n'aboutit pas. Verdoux multiplie ses victimes et finit par se rendre à la justice. Au terme de son procès, il est guillotiné.

## Fiche technique
- Titre français : Monsieur Verdoux
- Titre original : Monsieur Verdoux
- Titre alternatif américain : A Comedy of Murders
- Réalisation : Charlie Chaplin
- Scénario : Charlie Chaplin, sur une idée d'Orson Welles d'après la biographie d'Henri Désiré Landru
- Directeurs de la photographie : Roland Totheroh, Curt Courant (non crédité)
- Réalisateurs associés : Robert Florey, Wheeler Dryden
- Assistant réalisateur : Rex Bailey
- Directeur artistique : John Beckman
- Montage : Willard Nico
- Musique : Charlie Chaplin
- Direction musicale : Rudolph Schrager
- Conseiller artistique : Curt Courant
- Son : James T. Corrigan
- Costumes : Drew Tetrick
- Maquillage : William Knight
- Coiffure : Hedvig M. Jornd
- Production : Charlie Chaplin
- Société de production : Chaplin - United Artists
- Tournage : 3 juin 1946 au 5 septembre 1946
- Pays de production :  États-Unis
- Format : noir et blanc – 35 mm – 1,37:1 – mono (RCA Sound System)
- Genre : comédie dramatique
- Durée : 124 minutes
- Dates de sortie : 
  - États-Unis : 11 avril 1947 (première au Broadway Theatre à New York)
  - France : 14 janvier 1948
- Tous publics

## Distribution
La liste intégrale des noms des interprètes telle qu'elle figure sur le générique. 
- Charlie Chaplin (VF : Jacques Dumesnil): Henri Verdoux, alias Varnay, alias Bonheur, alias Floray et le narrateur

et par ordre alphabétique
- Irving Bacon : Pierre Couvais
- Marjorie Bennett : La bonne de Marie Grosnay
- Audrey Betz : Mme Botello
- Virginia Brissac : Carlotta Couvais
- Lois Conklin : une fleuriste
- Mady Correll : Mona Verdoux
- Christine Ell : une bonne
- Isobel Elsom : Marie Grosnay
- Charles Evans (VF : Pierre Morin): Détective Morrow
- William Frawley (VF : Paul Bonifas): Georges / Jean La Salle
- John Harmon : Joe Darwin
- Helen Heigh : Yvonne
- Margaret Hoffman (VF : Germaine Kerjean) : Lydia Floray
- Arthur Hohl : L'agent immobilier
- Fritz Leiber : Le prêtre (VF) Marc Valbel
- Robert Lewis (réalisateur) (en) : Maurice Botello
- Vera Marshe (en) : Mrs Darwin
- Edwin Mills : Jean Couvais
- Eula Morgan (en) : Phoebe Couvais
- Marilyn Nash (VF : Claire Guibert) : La jeune femme
- Bernard Nedell : le préfet de police
- Martha Raye (VF : Claude Daltys) : Annabella Bonheur
- Allison Roddan : Peter Verdoux
- Almira Sessions (VF : Mona Dol) : Lena Couvais
- Barbara Slater (actrice) (en) : une fleuriste
- Ada May Weeks (en) (VF : Lita Recio) : Annette

Et une liste incomplète d'acteurs non crédités pris dans imdb
- Richard Abott : l'avocat de la défense
- Wheaton Chambers (en) : le pharmacien
- Joseph Crehan : Un courtier
- Cyril Delevanti : Le facteur
- Wheeler Dryden : un vendeur
- Elspeth Dudgeon : la vieille
- Franklyn Farnum : une victime du krach boursier
- Joseph Granby (en) : le greffier
- Boyd Irwin : le gardien de prison
- Bert LeBaron (lb) : le portier du Café Royal
- Lester Mathews : l'avocat général
- Barry Norton : Un invité de la garden-party
- Frank Reicher : le médecin
- Addison Richards : M. Millet
- Phillips Smalley : un danseur au Café Royal
- Herb Vigran : Un journaliste
- Charles Wagenheim : M. Lavigne
- Pierre Watkin : le procureur

Certains noms d'acteurs ne figurent pas dans Imdb mais se trouvent dans un brochure éditée par Hachette en 2005.
Ce sont  Garnett Monks (le président du jury), Art Miller (un gardien), Alicia Adams (une fleuriste), Jean Bittner et Tom Wilson (danseurs au Café Royal)

## Invraisemblances
- À la fin du film, il est précisé que Monsieur Verdoux sera guillotiné car il refuse de faire appel. Or, en France, à l'époque, il est impossible de faire appel d'un jugement de cour d'assises. Il aurait cependant eu la possibilité de former un pourvoi en cassation.